# Сербокроатистика
Сербокроатистика или српскохрватске студије је мултидисциплинарна научна област која се из угла разних наука бави проучавањем југословенских народа, односно српскохрватског језика, српскохрватске књижевности, југословенске историје и југословенске културе уопште. У ужим, филолошким оквирма, сeрбокроатистика је посебни огранак славистике и као таква се фокусира на проучавање српскохрватског језика и књижевности и обухватала је културни простор Краљевине Југославије, и касније СФР Југолсавије
Из сербокроатистике су се 1990-их година издвојиле 2 научне области: србистика и кроатистика.